# The Very Best of The Manhattan Transfer
The Very Best of The Manhattan Transfer è una raccolta di successi del gruppo vocale statunitense The Manhattan Transfer, pubblicato nel 1994 dalla Atlantic Records.

## Il disco
The Very Best of The Manhattan Transfer fu pubblicato a due anni di distanza dalla doppia raccolta antologica Anthology: Down in Birdland come prodotto a prezzo più economico e del quale contiene la metà dei brani. Riprende gran parte dei successi dei Manhattan Transfer già inseriti nel precedente The Best of del 1981 aggiornandolo con le produzioni più recenti, anche se solo del periodo con la Atlantic Records.
Il disco è stato pubblicato con due diverse copertine, una con la formazione comprendente Cheryl Bentyne e una con Laurel Massé. La Rhino Records ha successivamente riproposto il disco sotto il titolo cumulativo di The Manhattan Transfer Greatest Hits.

## Tracce
1. Boy from New York City - (John Taylor, George Davis) - 3:41
2. Trickle Trickle - (Clarence Bassett) - 2:22
3. Gloria - (Esther Navarro) - 3:00
4. Operator - (William Spivery) - 3:13
5. Tuxedo Junction - (Buddy Fayne, William Johnson, Julian Dash, Erskine Hawkins) - 3:05
6. Four Brothers - (Jimmy Giuffre, Jon Hendricks) - 3:46
7. Ray's Rockhouse - (Ray Charles, Jon Hendricks) - 5:10
8. Soul Food to Go (Sina) - (Djavan, Doug Figer) - 5:11
9. Spice of Life - (Rod Temperton, Derek Bramble) - 3:43
10. Baby Come Back To Me (The Morse Code Of Love) - (Nick Santamaria) - 2:56
11. Candy - (Mark David, Joan Whitney, Alex Kramer) - 3:29
12. A Nightingale Sang in Berkeley Square - (Eric Maschwitz, Manning Sherwin) - 3:51
13. Birdland - (Joe Zawinul, Jon Hendricks) - 6:01
14. Java Jive - (Milton Drake, Ben Oakland) - 2:51
15. Route 66 - (Bobby Troup) - 2:58
16. Twilight Zone/Twilight Tone - (Bernard Herrmann, Jay Graydon, Alan Paul) - 6:06

## Formazione
- The Manhattan Transfer - voce
  - Cheryl Bentyne
  - Tim Hauser
  - Alan Paul
  - Janis Siegel
  - Laurel Massé (numero 3-6, numero 11, numero 14)

## Edizioni
- 1994 – CD, Atlantic Records WEA 715 602-2
- 2004 – CD, Rhino Records 715 602-2